# Parque Estadual das Várzeas do Rio Ivinhema
O Parque Estadual das Várzeas do Rio Ivinhema foi criado pelo Decreto 9.278, de 17 de dezembro de 1998 e está localizado nos municípios de Taquarussu, Jateí e Naviraí, no estado do Mato Grosso do Sul, região centro-oeste do Brasil. Sua área, conforme o decreto de criação, é de 73.345,15 hectares.
A criação deste parque objetiva a preservação da diversidade biológica, proteção do patrimônio natural e cultural da região, com sua flora, fauna, paisagens e demais recursos bióticos e abióticos associados, com a finalidade de utilização para fins de pesquisa científica, recreação e educação ambiental em contato com a natureza. É de grande importância a conservação dessa área da microbacia do rio Ivinhema, visto que esta região representa um dos últimos trechos da bacia do rio Paraná que não teve represamento.